# مويسيس بيريرو
مويسيس بيريرو (بالإسبانية: Moisés Pereiro)‏ هو لاعب كرة قدم إسباني في مركز الوسط، ولد في 24 فبراير 1980 في أورينسي في إسبانيا. شارك مع منتخب إسبانيا تحت 18 سنة لكرة القدم ومنتخب إسبانيا تحت 20 سنة لكرة القدم. أما مع النوادي، فقد لعب مع راسينغ فيرول ونادي أورينسي ونادي برشلونة ب ونادي برشلونة ج ونادي بونتيفيدرا ونادي سمورة.

## وصلات خارجية
- مويسيس بيريرو على موقع قاعدة بيانات كرة القدم.إي يو (الإنجليزية)
- مويسيس بيريرو على موقع Soccerway.com (الإنجليزية)